# Inga Lindström: Das Geheimnis der Nordquists
Das Geheimnis der Nordquists ist ein deutscher Fernsehfilm von Tanja Roitzheim aus dem Jahr 2018. Er ist Bestandteil des ZDF-Herzkino-Sonntagsfilms und der 78. Film der Inga-Lindström-Reihe nach der gleichnamigen Erzählung von Christiane Sadlo. Die Hauptrollen sind mit Anne Werner, Jan Hartmann, Siemen Rühaak, Fritz von Friedl und Gerrit Klein besetzt.

## Handlung
Emilia Horn hat die Familie Nordquist angefragt, ob sie auf ihrem Land Grabungen durchführen darf, weil sie dort ein Wikingergrab vermutet. Professorin Fram staucht sie deswegen zusammen, weil sich Carl Nordquist bei ihr beschwert hat. Emilia vermutet, dass sich dort das Grab einer Wikinger-Kriegerin befindet. Nach dem Gespräch beobachtet sie, wie ein fremder Mann und ihr Kollege Olle Hansen einen Umschlag tauschen. Alexander Nordquist möchte Rosen für seine Verlobte Maja kaufen, dabei trifft er auf Emilia, deren Mutter Julia die Besitzerin des Ladens ist. Alexander und Maja wollen nach Japan auswandern, doch zunächst will er nochmals zu seiner Familie nach Hause, weil er wieder Alpträume über seinen vor 26 Jahren verschwundenen Bruder Liam hat.
Da es Emilia keine Ruhe lässt, fährt sie auf das Landgut der Nordquists, um sie umzustimmen. Viktor, der Bruder von Alexander, öffnet ihr die Türe, als sie anklopft. Da sie eine neue Landschaftsgärtnerin eingestellt haben, meint Viktor Emilia sei es. Sie packt die Gelegenheit beim Schopf und sagt ja. Er stellt sie seinem Vater Carl vor, der weist sie an, sich mit seinem Schwager Leo Sandberg zu besprechen, er ist für die Landschaftspflege verantwortlich. Als Viktor Emilia das Gut zeigt, begegnen sie Leo und Alexander. Er ist ein wenig überrascht, sie hier wieder zu treffen. Leo züchtet Rosen auf einer Insel, die zum Gut gehört. Emilia möchte sie gerne sehen, er macht ihr aber klar, dass außer ihm niemand Zutritt zur Insel hat.
Emilia trifft Alexander in der Bibliothek, er sucht nach irgendwelchen Sachen, die ihm bei der Suche nach Liam helfen könnten. Als er danach im Stall nach den Pferden schaut, sieht er wie sein Bruder einem fremden Mann einen Umschlag mit Geld gibt. Emilia sucht nach Leo, sie fragt die Köchin Birte, wo er ist, sie hat gesehen, dass er auf die Insel gefahren ist, weil es Probleme mit den Rosen gibt. Auf die Frage, weshalb nur Leo die Insel betreten darf, weiß sie aber auch keine Antwort. Alexander fragt nach seiner Beobachtung Viktor, ob er wieder spiele und Schulden habe. Er wiegelt ab und läuft davon. Im Garten trifft er Emilia und fragt sie, ob sie mit ihm ausreitet. Sie sagt zu, weil sie hofft, Antworten zu finden.
Leo zeigt Carl die Rosen, die er von der Insel mitgebracht hat und die krank sind. Er braucht Hilfe, Carl macht ihm nochmals klar, dass niemand sonst die Insel betreten darf. Der Ausritt bringt keine neuen Erkenntnisse für Emilia, Viktor hatte nur das Ziel sich ihr zu nähern, was sie aber zurückweist. Alexander wird in der Bibliothek endlich fündig, hinter einem Büchergestell findet er ein Notizbuch das wahrscheinlich Liam gehörte. Als er mit Maja telefoniert, um ihr zu sagen, dass er noch länger bleibt, sieht er wie Viktor allein zurückkehrt. Er will wissen, wo Emilia ist. Da er keine Antwort geben kann, geht Alexander auf die Suche. Er findet sie am Strand, sie erklärt ihm was passiert ist. Er entschuldigt sich für seinen Bruder.
Da Carl mitbekommen hat, dass Alexander das Notizbuch gefunden hat, geht er zu Leo, um ihm zu sagen, dass er ihm nichts darüber erzählen darf, was damals passierte. Alexander zeigt Emilia das Notizbuch, sie erklärt ihm, was Liam da gezeichnet hat und dass es mit den Wikingern zu tun hat. Sie gehen zu Leo, um ihn zu fragen, er wiegelt ab und schickt ihn zu seinem Vater. Emilia sieht, wie Leo über den kranken Rosen brütet, sie bietet ihm an ihre Mutter zu fragen, da sie sich damit auskennt. Sie schickt ihr Bilder und ruft sie an, da ihre Mutter Fragen hat, gibt sie Leo das Telefon. Er reagiert komisch, nachdem er mit Julia gesprochen hat. Emilia ist das auch aufgefallen. Viktor hat Olle aus Stockholm kommen lassen, weil er unter einem Hügel alte Schätze vermutet. Olle will von ihm wissen, wie er darauf kommt. Als er erwähnt, Emilia habe ihm gesagt, dass es ein Wikingergrab sein könnte, wird Olle stutzig. Viktor zeigt ihm Emilia von weitem, er klärt ihn darüber auf, wer Emilia wirklich ist.
Alexander ist Viktor gefolgt, als er in den Ort geht. Er kriegt mit, dass Viktor immer noch spielt und Schulden hat. Julia ruft ihre Tochter an, weil sie das Gefühl hat, dass Leos Stimme sie an jemanden erinnert. Emilia versucht auf der Redaktion der regionalen Zeitung Antworten zu Liams Verschwinden finden. Sie findet heraus, dass verschiedene Leute kurz danach den Ort verlassen haben, so auch der Polizist, der die Untersuchungen geleitet hat. Sie sucht Alexander, weil sie ihm die Neuigkeiten erzählen will. Er ist gerade daran, mit dem Segelboot hinauszufahren, sie begleitet ihn. Maja taucht auf dem Gut auf und trifft auf Viktor, es stellt sich heraus, dass er auch bei ihr Schulden hat. Da sie Alexander sucht, sagt er ihr, wo er ist. Sie kommt aber zu spät und beobachtet nur noch, wie er mit Emilia hinausfährt. Alexander will von ihr wissen, weshalb sie ihm unbedingt helfen will, dabei kommen sie sich näher und küssen sich. Sie ankern und schlafen unter Deck miteinander. Als Alexander danach wieder mit Alpträumen aufwacht erzählt er ihr, was er immer sieht. Als sie ihn bittet, genauer hinzusehen, merkt er, dass sie jeweils auf der Roseninsel gespielt haben und Liam dort verschwunden sein muss.
Als sich Viktor mit Maja in ihrem Zimmer unterhält sieht er das Notizbuch und nimmt es an sich. Julia ist auf dem Gut aufgetaucht, weil sie wissen will, ob es wirklich der Leo ist, den sie vermutet. Sie will von Emilia wissen, was hier los ist. Als sich Alexander mit Maja im Zimmer streitet merkt er, dass das Notizbuch verschwunden ist. Julia gesteht ihrer Tochter, dass Leo vor über 30 Jahren ihre große Liebe war. Er wollte aber reisen, sie nicht, deshalb haben sie sich getrennt. Leo erklärt Emilia, dass er mehr weiß, als er bisher gesagt hat und er ihr die Hinweise geschickt hat. Aber alles will er ihr nicht erzählen. Viktor schmiedet mit Maja einen Plan, um Emilia loszuwerden. Sie erzählen Carl, wer Emilia wirklich ist, worauf er sie fristlos entlässt. Alexander ist enttäuscht von ihr und lässt sie stehen. Vor der Abreise erfährt Emilia von Birte, dass Carls Frau erst nach dem Verschwinden von Liam mit der Rosenzucht auf der Insel angefangen hat und er ihr dafür extra eine Orangerie gebaut hat.
Leo teilt Carl mit, dass er das Gut zusammen mit Julia verlassen wird. Unterwegs hält Emilia an und ruft Alexander an, da er nicht abnimmt hinterlässt sie ihm eine Nachricht, dass sie die Lösung des Rätsels auf der Insel vermutet. Viktor hat Olle aufgeboten, auch sie suchen auf der Insel nach dem Grab. Sie beobachten, wie Emilia in die Orangerie geht und folgen ihr. Sie findet eine versteckte Luke am Boden, auf der die Initialen L.N. und ein Datum stehen. Nachdem Maja abgereist ist, hört Alexander die Nachricht ab und fährt auf die Insel. Viktor steigt durch die Luke in den Tunnel ab, Emilia kann ihn nicht zurückhalten. Von oben hören sie ein Rumpeln, ein Teil des Gebälks ist eingestürzt. Emilia und Alexander steigen auch hinunter, um Viktor zu helfen. Sie findet ihn, er ist schwer verletzt. Emilia entdeckt im folgenden Raum zwei Gräber, das Wikingergrab und daneben das von Liam. Leo ist froh, dass der ganze Spuk ein Ende hat, er wusste, dass Emilia das Geheimnis lüften wird. Carl erklärt seinem Sohn endlich, was damals wirklich passiert ist und dass er und Liam damals zusammen verunglückt sind.
Als Viktor aus dem Krankenhaus zurückkehrt, eröffnet ihm sein Vater, dass Alexander seine Schulden beglichen hat. Professorin Fram will in Stockholm den Erfolg des Fundes für sich beanspruchen und hält eine Rede, wobei sie plötzlich erklärt, dass sie immer daran geglaubt hat, dass das Grab existiert. Alexander fällt ihr ins Wort und stellt richtig, dass nicht sie, sondern Emilia und ihr Vater allein dazu beigetragen haben, das Grab zu finden. Ebenso ist Emilia die Einzige, die dort Ausgrabungen vornehmen darf. Julia hat Leo geholfen, die Rosen zu retten, Emilia und Alexander kehren gemeinsam auf das Gut zurück, Alexander hofft, dass die Ausgrabungen das ganze Leben dauern werden.

## Hintergrund
Das Geheimnis der Nordquists wurde vom 16. Juli bis zum 10. August 2018 unter dem Arbeitstitel Das Geheimnis der Roseninsel an Schauplätzen in Schweden gedreht.

## Rezeption

### Einschaltquote
Die Erstausstrahlung am 2. Dezember 2018 im ZDF wurde von 4,79 Millionen Zuschauern gesehen, was einem Marktanteil von 13,5 % entspricht.

### Kritiken
Die Kritiker der Fernsehzeitschrift TV Spielfilm zeigten mit dem Daumen nach unten, fassten den Film mit den Worten „Ambitioniertes Erzählen geht anders“ kurz zusammen.
Tilmann P. Gangloff meinte dazu bei Tittelbach.tv  „In dem romantischen „Inga Lindström“-Drama findet eine junge Archäologin den Beweis für eine gewagte Theorie und den Mann ihres Lebens. Wie fast immer am Sonntagabend im „Zweiten“ nimmt die Liebe jedoch einen großen Umweg.“ und „Mindestens so wichtig wie die Geschichte ist auf diesem Sendeplatz zudem die Chemie zwischen den beiden Hauptdarstellern. Anne Werner und Jan Hartmann gehören zumindest in Neunzigminütern zwar eher in die Kategorie Nebendarsteller, beweisen aber, dass sie auch einen Film tragen können, zumal ihre Figuren vergleichsweise komplex sind.“